# Etta James Rocks the House
Etta James Rocks the House è un album dal vivo della cantante statunitense Etta James, pubblicato nel 1963.

## Tracce
1. Something's Got a Hold on Me (Etta James, Leroy Kirkland, Pearl Woods) – 5:02
2. Baby What You Want Me to Do (Jimmy Reed) – 4:14
3. What'd I Say (Ray Charles) – 3:15
4. Money (That's What I Want) (Janie Bradford, Berry Gordy Jr.) – 3:22
5. Seven Day Fool (Billy Davis, Berry Gordy Jr., Sonny Woods) – 4:20
6. Sweet Little Angel (Robert McCollum) – 4:14
7. Ooh Poo Pah Doo (Jessie Hill) – 4:04
8. Woke Up This Morning (B.B. King) – 3:38

## Formazione
- Etta James – voce
- David T. Walker – chitarr
- Marion Wright - basso
- Freeman Brown - batteria
- Richard Waters - batteria
- Vonzell Cooper - organo
- Gavrell Cooper - sassofono tenore